# Evangelische Kirche Mühlbach

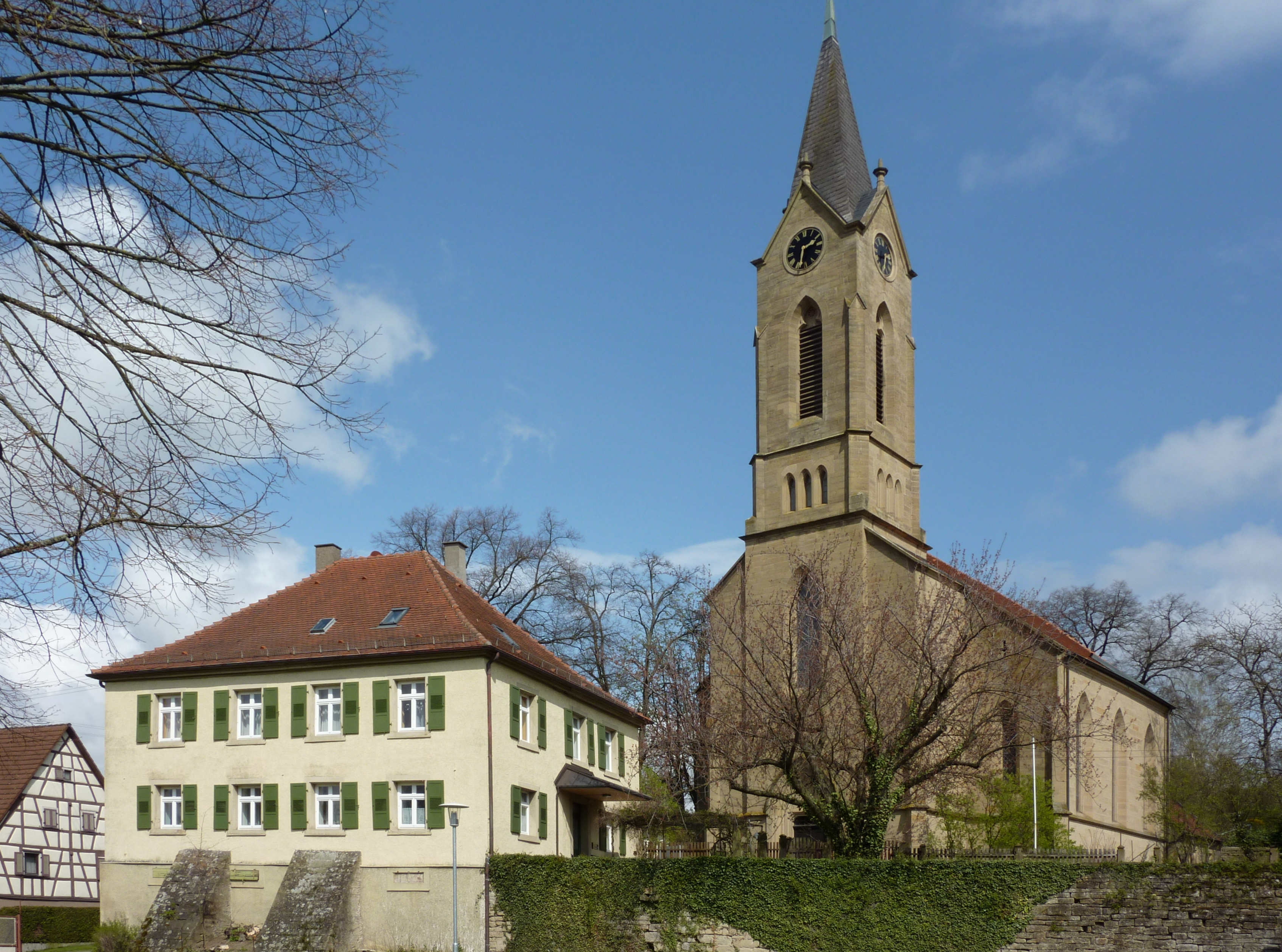
Evangelische Kirche und Pfarrhaus in Mühlbach

Die Evangelische Kirche in Mühlbach, einem Stadtteil von Eppingen im Landkreis Heilbronn im nördlichen Baden-Württemberg, geht auf das 13. Jahrhundert zurück und war vor der Reformation die Klosterkirche des Mühlbacher Wilhelmitenklosters. Das Langhaus und der Turm wurden 1871/72 erneuert. Die Kirchengemeinde gehört zum Kirchenbezirk Kraichgau der Evangelischen Landeskirche in Baden.

## Geschichte

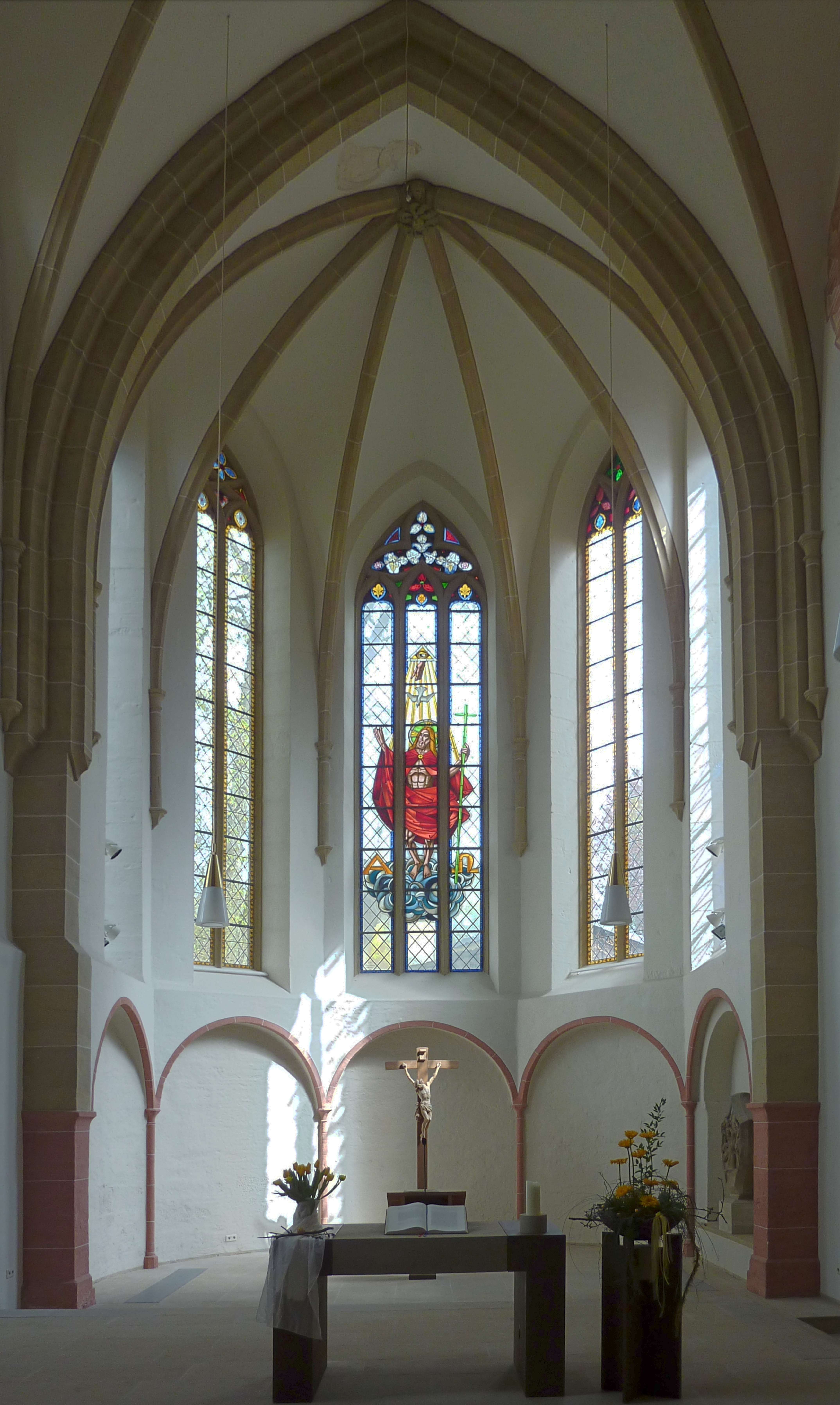
Chor mit fünf romanischen Bögen

### Klosterkirche der Wilhelmiten
Die ältesten Teile der Kirche, nämlich ein Teil des Chors und die seitlich angebaute Sakristei, stammen gemäß baulicher Befunde aus der zweiten Hälfte des 13. Jahrhunderts. Aus derselben Zeit stammt auch die erste urkundliche Erwähnung des Ortes und der Kirche, als Heinrich von Brettach im Jahr 1290 die Kapelle in Mühlbach, Filialkapelle der Pfarrei Eppingen, mit den zugehörenden Gütern dem Wilhelmitenkloster in Marienthal bei Hagenau im Elsass zur Gründung eines neuen Klosters stiftete. Vermutlich handelte es sich um eine Chorkapelle. Die Kirche blieb zwar Filiale von Eppingen, hatte aber einen eigenen Pfarrer.
Im 15. Jahrhundert wurden der Chor baulich verändert und ein Kirchenschiff angebaut. Langhaus und Chor waren durch einen Lettner räumlich getrennt. Zur Kirche fanden Wallfahrten statt.

### Evangelische Kirche nach der Reformation
Nach dem Ende des Wilhelmitenklosters, das die Stadt Eppingen 1546 erwarb, stand die Kirche zunächst leer. Zur Kurpfalz gehörig, wurde Mühlbach mit Eppingen 1559 reformiert. Bald danach scheint wieder ein Pfarrer in Mühlbach gewesen zu sein, nämlich der reformierte Elias Marbach aus Schaffhausen, dessen Name bis 1792 an der Decke der Kirche prangte. Die Kirche blieb im Besitz der reformierten Gemeinde, die lutherische Gläubigen hingegen besuchten bis ins 19. Jahrhundert den Gottesdienst in Eppingen.
Zwischen 1583 und 1608 wurde das Langhaus verlängert und am Übergang vom Langhaus zum Chor seitlich ein Turm und eine kleine Eingangshalle angebaut.
Während des Dreißigjährigen Krieges kam es in Mühlbach wie in der gesamten Kurpfalz zu Rekatholisierungsbestrebungen, die jedoch scheiterten. Nach Ende des Krieges wurde die Kirche in Mühlbach zunächst von Eppingen aus betreut. Ab 1666 gab es wieder feste Pfarrer in Mühlbach, die jedoch in rascher Folge wechselten, da die Pfarrstelle nur sehr schlecht besoldet war. Ab 1709 gab es eine bessere, aber immer noch magere Besoldung, die die Pfarrer immerhin länger am Ort hielt.
Im frühen 18. Jahrhundert war die Kirche zu klein für die Zahl der Gläubigen geworden, so dass man eine Empore eingebaut hat, die dem Kircheninneren jedoch viel Licht nahm. Über die nach wie vor knappen Plätze in der Kirche, die fest an bestimmte Personen vergeben waren, die dann auch für deren Unterhalt aufzukommen hatten, entbrannte immer wieder so genannter Stuhlstreit über die Rechte und Pflichten.
Im Turm waren wohl zwei Glocken, von denen eine sehr alte 1773 zersprang. Es soll sich dabei um eine Glocke von 1338 gehandelt haben, die vielleicht noch aus der Klosterkirche stammte oder aber von Eppingen nach Mühlbach gekommen war. Die Glocke wurde darauf umgegossen. Die zweite historische Glocke stürzte 1799 von einem morschen Tragbalken und wurde 1800 bei Speck in Heidelberg ebenfalls umgegossen. Als eine der beiden Glocken 1822 zersprang, bekam die inzwischen nach Vereinigung von Reformierten und Lutheranern evangelisch gewordene Gemeinde die alte lutherische Glocke aus Eppingen als Ersatz.
Im Lauf des 19. Jahrhunderts genügte die Kirche nicht mehr den Ansprüchen an zeitgemäßen evangelischen Gottesdienst. Man bevorzugte nun helle Kirchen und freie Sicht auf den Pfarrer, was in der engen dunklen Mühlbacher Kirche nicht gegeben war. Die Kirchenbauinspektion in Bruchsal gab 1834 ein vernichtendes Urteil über den Zustand der Kirche ab. Darin war von einem ganz verwahrlosten, schlechten Zustand die Rede, die Kirche sei zur Abhaltung des Gottesdienstes ungeeignet und zweckwidrig und der Chor sei mit einer erbärmlichen Empore […] verbaut. Die Inspektion empfahl einen Neubau, für den ein Kirchenbaufonds gegründet wurde. 1840 wurde die Kirche geschlossen, da das Dach undicht war. Die Gemeinde wechselte mit ihren Gottesdiensten in einen angemieteten Raum im Haus von Johann Jakob Gebhard, später in die Schule.
1852 zersprang die kleinere der beiden Glocken der Kirche, aus den Aufzeichnungen ist nicht mehr ersichtlich, ob und wie man sich um Ersatz oder Instandsetzung gekümmert hat.
Im Zuge der Zehntablösung um 1850 wurde über die Baulast an der Kirche verhandelt, die an die Kirchengemeinde Mühlbach fiel, woraufhin der spätere Großherzog Friedrich I. von Baden 1854 einen Zuschuss von 1500 Gulden gab. Da die Gemeinde jedoch noch nicht über die ganze benötigte Summe für einen Neubau verfügte, entschloss man sich dazu, die alte Kirche nochmals zu renovieren. Sie hat dann weitere 15 Jahre ihrem Zweck gedient, bevor endlich die Planung und Finanzierung eines Neubaus abgeschlossen waren.

### Neubau 1871/72
Die Bauinspektion schätzte im Februar 1869 die Baukosten für einen Neubau auf 25.000 Gulden. Dem standen im Mai 1870 Finanzmittel in Höhe von etwa 22.850 Gulden gegenüber, so dass die Gemeinde mit dem Neubau nach Plänen der Kirchenbauinspektion Bruchsal im Stil der Neugotik unter Beibehaltung der Sakristei und des Chors beginnen konnte.
Das alte Langhaus und der alte Turm wurden abgerissen. Die Grundsteinlegung für den Neubau erfolgte im Mai 1871, Richtfest wurde am 7. September 1871 gefeiert. Am 8. September 1872 wurde die Kirche schließlich wiedereingeweiht.
Die Kirche erhielt zur Einweihung von Großherzog Friedrich I. eine Bronzekanone geschenkt, die bei der Glockengießerei Bachert in Dallau zur Friedrichsglocke umgegossen wurde und das bisher zweistimmige Geläut ergänzte, wobei eine der bisherigen Glocken zur Harmonisierung des Klangbildes auch noch umgegossen wurde.
Eine erste Renovierung fand 1905 statt. Im Ersten Weltkrieg mussten zwei Glocken zu Rüstungszwecken abgeliefert werden. 1921 wurden zwei neue Bronzeglocken bei Bachert in Kochendorf gegossen, die aber schon etwa 20 Jahre später im Zweiten Weltkrieg wieder durch Ablieferung verloren gingen. 1949 erhielt die Kirche ihr heutiges Gussstahlgeläut des Bochumer Vereins.
Den Zweiten Weltkrieg hat die Kirche bis auf die abgelieferten Glocken unbeschadet überstanden. 1948 wurde die alte, 1871 bei Schäfer in Heilbronn gebaute Orgel durch ein neues Instrument von Walcker in Ludwigsburg ersetzt.
1956 war eine gründliche Renovierung der Kirche nötig. Dabei wurden Fassade und Dach abgedichtet, Mauerwerk trockengelegt, eine Heizung und eine elektrische Läuteanlage eingebaut und eine neue Turmuhr sowie ein bislang fehlendes viertes Ziffernblatt beschafft. Bei der Innenrenovierung wurden einige bislang vermauerte oder verputzte Details im Chor freigelegt, außerdem wurde das nachträglich erhöhte Bodenniveau im Chor wieder auf seine ursprüngliche Tiefe abgesenkt. Bei den dafür nötigen Bodenarbeiten im Chor stieß man auf verschiedene Skelette, nicht aber auf das erhoffte Grab des Stifters Heinrich von Brettach. Außerdem fand man Fundamentreste des ersten Altars der Kirche und bei diesem Scherben, Knochen, Metallteile und weitere kleine Funde. Bei den sonstigen Innenarbeiten wurden Reste von Fresken an verschiedenen Wänden der älteren Teile der Kirche aufgedeckt, die jedoch größtenteils nicht erhaltenswert waren, weil kein Hauptmotiv mehr zu erkennen war. Nach Abschluss aller Arbeiten wurde die Kirche am 22. Dezember 1957 wiedereingeweiht.
Im Mai 1958 erhielt die Kirche als Stiftung zwei Glasfenster für die Sakristei von Valentin Saile. Drei weitere Farbfenster für den Chor wurden 1988 bei der Freiburger Kunstglaserei E. Böcherer gefertigt.

## Beschreibung

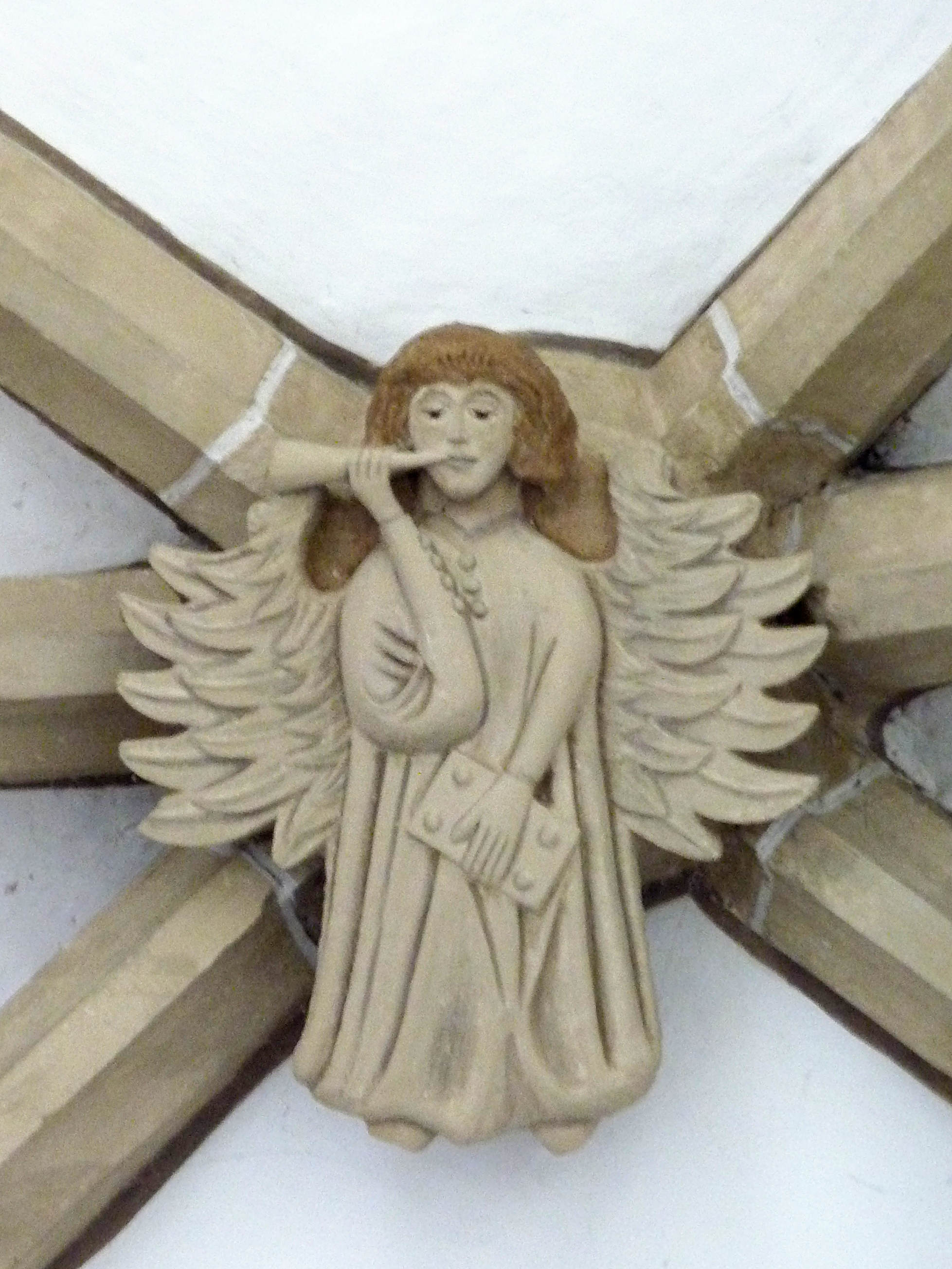
Schlussstein im Chor mit der Darstellung des Engels des Jüngsten Gerichts

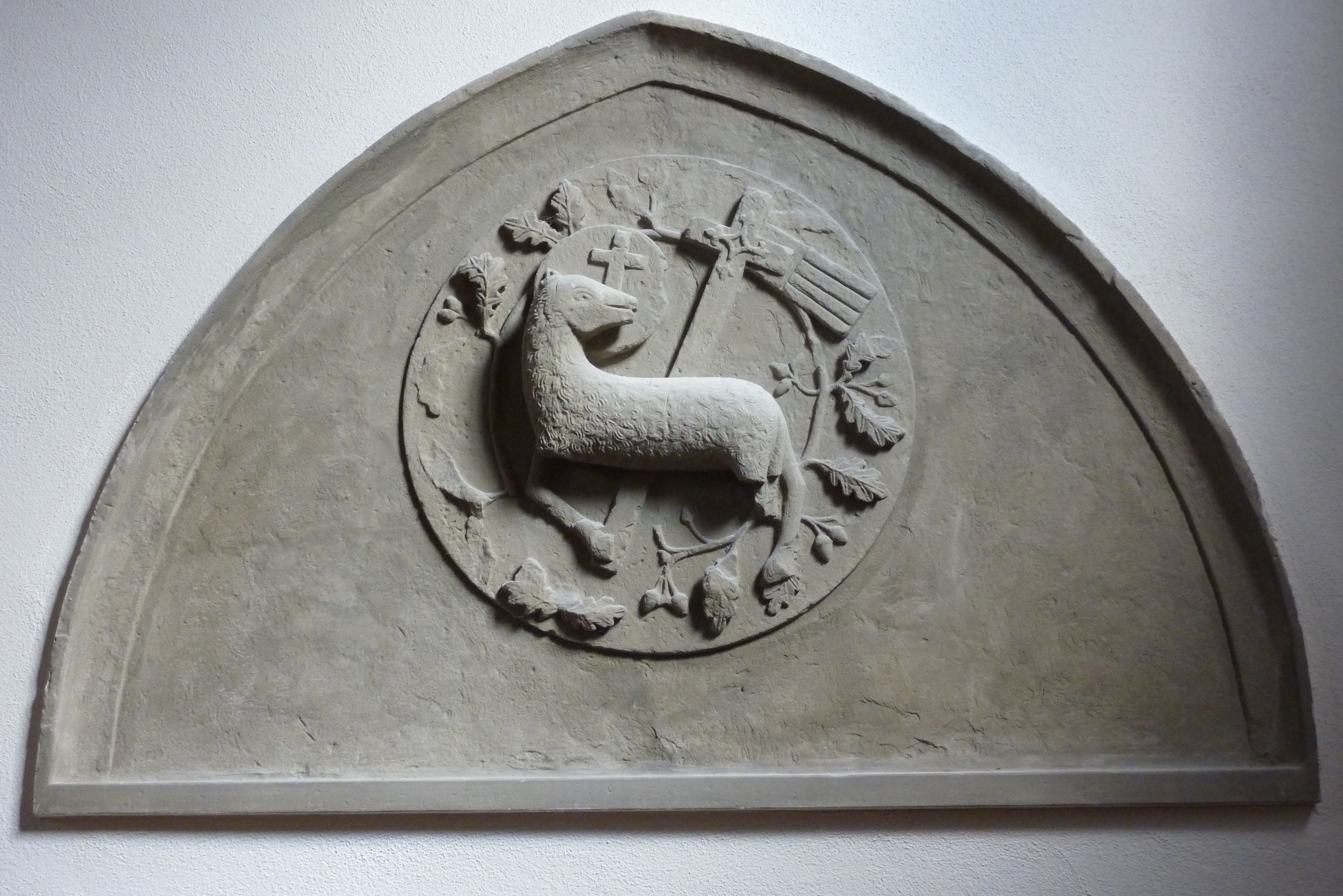
Lamm mit Kreuzfahne vom Portaltympanon des Vorgängerbaus

Die evangelische Kirche in Mühlbach ist eine einschiffige Kirche mit einem länglichen eingezogenen, grob nach Osten ausgerichteten Chor mit 5/8-Schluss. An den westlichen Giebel ist ein Kirchturm angebaut.
Im Chor sind fünf romanische Bögen erhalten, die von der ehemaligen Kapelle des Wilhelmitenklosters stammen. Aus dieser Anfangszeit stammt auch die seitlich angebaute Sakristei. Seine heutige Gestalt und seine spätgotischen Fenster erhielt der Chor in der Mitte des 15. Jahrhunderts. Abweichend zu diesen jüngeren Befunden hatte Oechelhäuser 1909 noch den gesamten Chor zu einer spätgotischen Anlage erklärt. Zwei Schlusssteine zieren die Rippenbögen des Chores. Auf dem einen sieht man zwei Gesichter, und der andere stellt einen Engel dar. Dieser Engel des Jüngsten Gerichts hat eine Posaune an den Mund gesetzt und hält in der linken Hand das Buch der Weissagung (vgl. Offenbarung des Johannes 10,1–11).
Im Innern der Kirche sind mehrere Relikte des Vorgängerbaus erhalten. Neben der historischen Grabplatte des Heinrich von Brettach († 1295) sind dies ein Bildstock von Hans Wunderer (um 1500, erneuert 1771) sowie das heute vermauerte Portaltympanon des Vorgängerbaus, das das Lamm Gottes als Reliefarbeit zeigt. Das Lamm wird von einem Eichenkranz umrahmt, und der Kopf trägt einen Heiligenschein. Das Lamm, Sinnbild für Unschuld und Opferbereitschaft, weist auf Christus hin, der die Sünden der Welt trägt (vgl. Johannes 1,29 und Jesaja 53,7).
Die bemalten Glasfenster der Kirche wurden alle erst nach dem Zweiten Weltkrieg beschafft. In der Sakristei befinden sich zwei Fenster nach Entwürfen von Werner Oberle aus Schorndorf, die 1958 bei Valentin Saile in Stuttgart gefertigt wurden. Sie zeigen am Südfenster ein Pfingstmotiv und nach Osten Jesus als guten Hirten umgeben von Szenen aus dem Johannesevangelium. Das dreiteilige bemalte Ostfenster im Chor wurde 1988 von E. Böcherer in Freiburg gefertigt und zeigt die Himmelfahrt Christi.
Die Mauer unterhalb der Kirche geht noch auf die Klosteranlagen der Wilhelmiten aus dem späten 13. Jahrhundert zurück.